# C5-ös busz (Nagykanizsa)
A nagykanizsai C5-ös jelzésű autóbusz az Autóbusz-állomás és a Napraforgó tér megállóhelyek között közlekedik. A 2,0 km hosszú céljáratot a Volánbusz üzemelteti.

## Útvonala
| Napraforgó tér felé                                                                             | Autóbusz-állomás felé                                                                                          |
| ----------------------------------------------------------------------------------------------- | --- |
| Autóbusz-állomás – Kalmár utca – Magyar utca – Lámpagyár utca – Napraforgó tér – Napraforgó tér | Napraforgó tér – Napraforgó tér – Űrhajós utca – Lámpagyár utca – Magyar utca – Kalmár utca – Autóbusz-állomás |

## Megállóhelyei
| 0 | Autóbusz-állomás | 5 | 2, 4A, 4Y, 6C, 8, 8Y, 10, 10Y, 16, 16A, 18, 20, 20Y, 21, 21E, 21Y, C3, C7 | Helyközi autóbusz-állomás, Vásárcsarnok, Kanizsa Plaza, Bolyai János Általános Iskola |
| 5 | Napraforgó tér   | 0 | 8, 8Y, 20, 20Y, 21, 21E, 21Y, C7, C9, C91                                 | General Electric Hungary Zrt.                                                         |